# Pengze

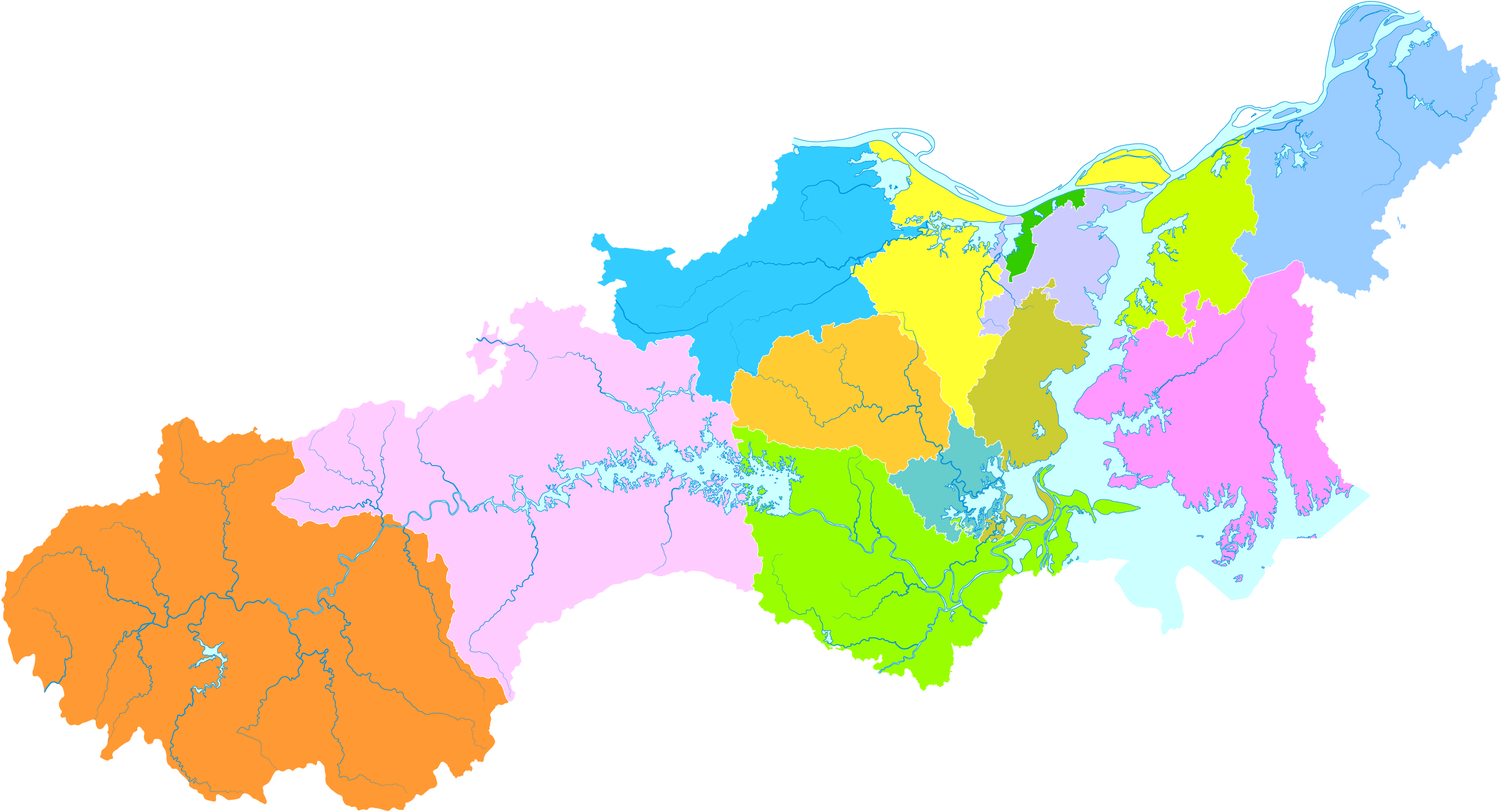
Lage von Pengze auf dem Gebiet der Stadt Jiujiang

Der Kreis Pengze (chinesisch 彭泽县, Pinyin Péngzé Xiàn) ist ein Kreis der bezirksfreien Stadt Jiujiang in der südchinesischen Provinz Jiangxi. Er hat eine Fläche von 1.534 km² und zählt 353.149 Einwohner (Stand: Zensus 2010). Sein Hauptort ist die Großgemeinde Longcheng (龙城镇).
Die Grafschaft Pengze wurde im sechsten Jahr des Kaisers Han Gaozu (chinesisch: 西漢 高祖 六年), westliche Han-Dynastie (201 v. Chr.) gegründet.

## Administrative Gliederung
Auf Gemeindeebene setzt sich der Kreis aus zehn Großgemeinden und drei Gemeinden zusammen. 